# Chez Dominique
Pour les articles homonymes, voir Dominique.
Chez Dominique était un restaurant finlandais situé à Helsinki. Propriété du chef Hans Välimäki, il a été fondé en 1998 et a une capacité de 64 couverts. Il est aujourd'hui le seul restaurant finlandais à avoir obtenu deux étoiles Michelin.
Chez Dominique obtient sa première distinction peu après sa création, étant élu dès 2000 restaurant de l'année par la société finlandaise de Gastronomie. Il reçoit sa première étoile Michelin en 2001, suivie de la deuxième dès 2003. En 2004, il est élu meilleur restaurant de Finlande par le journal professionnel Viisi Tähteä, statut qu'il a depuis conservé.
Le restaurant a définitivement fermé le 5 octobre 2013